# Bornhöved
Bornhöved település Németországban, Schleswig-Holstein tartományban. Lakosainak száma 3406 fő (2023. december 31.).

## Népesség
A település népességének változása:
| Lakosok száma | 2563 | 3420 | 3280 | 3275 | 3356 | 3377 | 3406 |
|               | 1975 | 2010 | 2017 | 2019 | 2021 | 2022 | 2023 |